# 年功序列

日本における年齢別の男性賃金カーブ
（大/中/小企業別, 20-24歳を100とした賃金指数）

年功序列（ねんこうじょれつ）とは、官公庁や企業などにおいて勤続年数、年齢などに応じて役職や賃金を上昇させる人事制度・慣習のシステム。新卒一括採用、終身雇用、年功序列賃金・昇進制度、定年、企業内教育」として、日本型雇用システムのひとつを形成する。
アメリカの経営学者であるジェイムズ・アベグレンが1958年の著書『日本の経営 I』において終身雇用や企業内労働組合とともに「日本的経営」の特徴として欧米に紹介した。英語でもNenko Systemなどと表現され、個人の能力、実績に関係なく年数のみで評価する仕組み一般を年功序列と称する。
年功序列制度は、加齢とともに労働者の技術や能力が蓄積され、最終的には企業の成績に反映されるとする意見に基づいている。

## 概説
ジェイムズ・アベグレンは非欧米諸国としていち早く工業化を達成した日本において企業運営がどのようになされているか分析することで、非欧米諸国での工業化についての課題を研究。ジェイムズ・アベグレンは、年功序列制度を、企業が従業員の雇用を一生保障する代わりに、労働組合は経営側に対して調和的スタンスで協力し、会社を一つの家族のように長期的視点で発展させていくという村共同体的な組織文化であると分析した。
経営学におけるエージェンシー理論の説明では、若いときには賃金は限界生産力を下回り、高齢になると限界生産力を上回る。これは賃金の観点において強制的な社内預金をすることになる。そのため、労働者はその社内預金を回収するまでは、結果的に長期在職を強いられる。このことを遅延報酬（deferred compensation）とも言う。また、定年制との関係では、企業は高齢の従業員を定年制を設けて強制的に退職させるという説明がされている。
年功序列の賃金体系のもとでは、実働部隊たる若年者層は、管理者である年長者層に比べ賃金が抑えられる傾向にある。若年層のモチベーション維持には、若年者もいずれ年功によって管理職に昇進し賃金が上昇する（若い頃には上げた成果に見合う賃金を受けられなくても、年功を積めば損を取り戻せる）という確証をもてる環境が必要であり、終身雇用制度は年功序列制度を補強する制度となっている。
ジェイムズ・アベグレンの年功序列制度の問題提起は大変画期的なものであった。ただし、日本の労働市場でこのような労働待遇がみられるのは主に大企業の常用労働者に限られるという指摘もある。また、欧米でも大企業のコアレーバーには類似のシステムがみられる。ただし、労働市場の内部化の程度はアメリカと日本を比べると日本のほうが強いと指摘されている。欧米でも、賃金プロファイル（横軸に年齢、縦軸に賃金水準をとったグラフ）が右上がりである傾向は特にホワイトカラー労働者について見られるが、ブルーカラー労働者については30歳代以降に賃金が上昇する割合が日本より弱い。

## 歴史
日本の年功序列制度は戦後になって出来上がったシステムである。
戦前の日本では大卒者の比率が圧倒的に少なく、旧帝国大学出身者が大企業に入社して数年で百人規模の部下を持つことも珍しくなく、鉱山会社などでは大卒の若手技術者が1,000人もの部下を擁していた事例もある。
日本では高度成長期の到来とともに労働市場の内部化が進展した。ピラミッド型の人口構造で右肩上がりの経済成長の下で、企業側は関連業務をすべて企業内で行い、専門的な労働力を確保して育成するという経営システムを構築した。労働者側からも安定雇用と収入増への期待から終身雇用や年功序列型賃金を受け入れる環境にあった。
1960年代の高度経済成長期は経済が拡大を続けた。また石油ショック以降の安定成長時代である1970年代後半から1980年代末期は団塊ジュニア世代の学齢期に当たり、数多い若年者の賃金を低く抑え、一方で年配者の賃金を高くすることに経済合理性があったということができる。もっともこの時期の日本企業が抜擢人事を完全に否定していたわけでは決してなく、真に優秀と見込んだ幹部候補を早くから要職に取り立てること自体は各企業で行われていた。
しかし、企業が将来の成長を見込んで労働力を囲い込むのを止め、次第に分社化やアウトソーシング化などによる経営効率化が図られるようになった。
日本経済団体連合会は2011年、「経営労働政策委員会報告」の中で、定期昇給制度について、国際競争の激化や長引くデフレで「実施を当然視できなくなっている」と明記。「労使の話し合いにより、合理的な範囲で抜本的に見直すことが考えられる」と指摘した。

## 利点と欠点

### 利点
インセンティブ効果
終身雇用制のもとでは、同じ会社に継続勤務するほうが転職するよりも高い効用が得られるようになるので、労働者に怠けないインセンティブを与える。
企業特有の技能への投資
企業が労働者の企業特有の技能への投資（教育費用の負担）を行う場合、終身雇用制とともに年功序列による賃金制度が合理的である。